# Машишинг
Машишинг (Mashishing) — город в местном муниципалитете Тхаба Чвеу района Эхланзени провинции Мпумаланга (ЮАР).

## История
Город был основан в 1849 году фуртреккерами под руководством Андриса Потгитера и назван Лиденбург. В 1856 году город стал столицей Лиденбургской республики, которая в 1857 году объединилась с Республикой Утрехт. В 1860 году обе эти республики вошли в состав Южно-Африканской республики.
30 июня 2006 года город был официально переименован в Машишинг. Что на языке северного сото «длинная зелёная трава»

## Известные уроженцы, жители
Эппель, Джон — зимбабвийский писатель, поэт и педагог.

## Экономика
Лиденбург сегодня является городом, развивающим добычу полезных ископаемых, обслуживающим многочисленные платиновые и хромовые рудники.